# Kursächsische Halbmeilensäule Bahretal

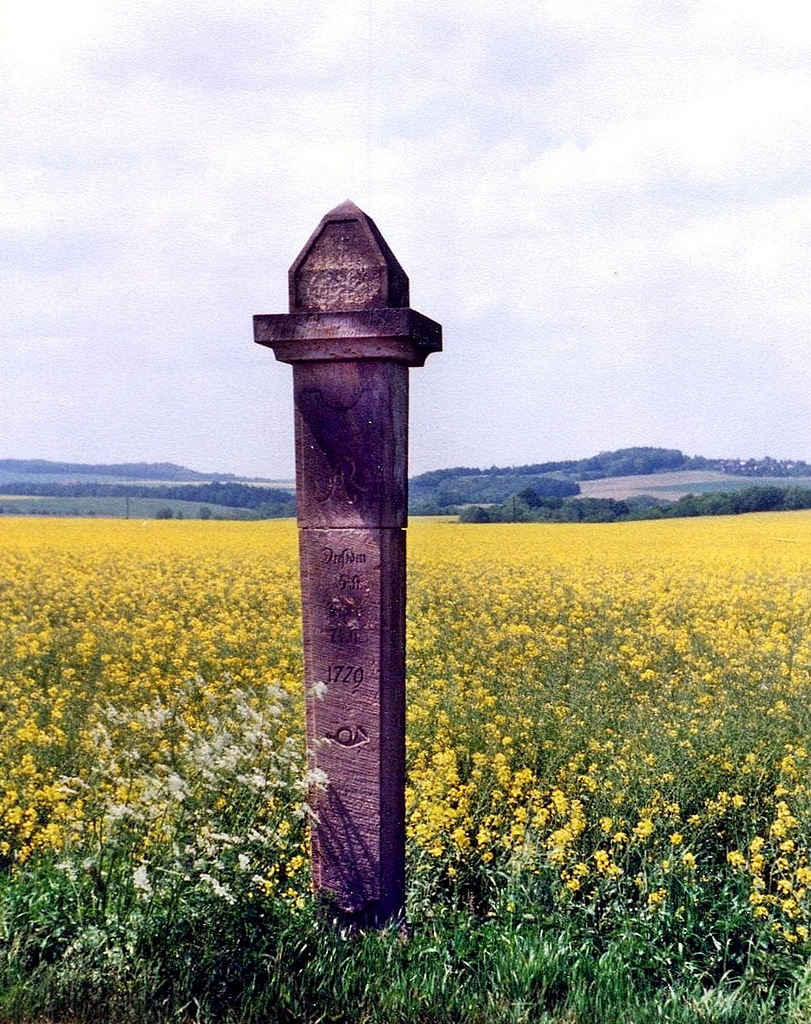
Kursächsische Halbmeilensäule Nr. 10 (1729) der Alten Dresden-Teplitzer Poststraße (Aufnahme von 1999)

Die denkmalgeschützte kursächsische Halbmeilensäule Bahretal gehört zu den Postmeilensäulen, die im Auftrag des Kurfürsten Friedrich August I. von Sachsen durch den Land- und Grenzkommissar Adam Friedrich Zürner in der ersten Hälfte des 18. Jahrhunderts im Kurfürstentum Sachsen errichtet worden sind. Sie befindet sich südlich der Ortslage Oberseidewitz an der Verbindungsstraße zwischen Niederseidewitz und Nentmannsdorf, der Alten Dresden-Teplitzer Poststraße, in der osterzgebirgischen Gemeinde Bahretal im Landkreis Sächsische Schweiz-Osterzgebirge.

## Geschichte
Die Säule trägt die Jahreszahl 1729 und die Reihennummer 10. Das Reststück der Säule wurden 1967 als Zufahrtsrampe zu einem Feldgrundstück entdeckt und im folgenden Jahr nach Ergänzung des Kopfstückes und des Sockels am ursprünglichen Standort wiederaufgestellt. Nach einem Unfall befand sich die beschädigte Säule in der Straßenmeisterei Dohna und der ursprüngliche Standort wurde durch die Bauarbeiten der DEGES an der BAB 17 überbaut, wobei Sockel und Fundament verloren gingen. 2012 erfolgte die Rekonstruktion der Säule und die Neuaufstellung an der dem alten Standort benachbarten Bushaltestelle im Auftrag der DEGES.